# العودة إلى طيبة (رواية)
العودة إلى طيبة (بالإنجليزية: Return to Thebes) هي رواية من الأدب التاريخي للكاتب الأمريكي ألن دروري نشرت في عام 1977.
وهي رواية تكملة لرواية سابقة بعنوان «إله ضد آلهة» كتبها في العام 1976، ويصور فيها صراع الملك إخناتون لإنشاء ديانة جديدة في مصر.

## القصة
تدور الأحداث حول محاولة الكهنة لمعبد آمون بإعادة السيطرة على إخناتون وزوجته نفرتيتي. ويفشل إخناتون في إقامة ديانة توحيد في مصر، ويصنع الكثير من الأعداء، ويجد نفسه في موقف خطير.
وتسرد القصة على لسان العديد من الشخصيات منهم إخناتون وأخيه سمينكارع وزوجته نفرتيتي وتوت عنخ آمون وأيي وهورمحب.